# Vangelis Papazoglou
Vangelis Papazoglou o Papazoglu (in greco: Βαγγέλης Παπάζογλου) (Smirne, 1896 – Nikaia, 27 giugno 1943) è stato un musicista e compositore greco.

## Biografia
Nato durante l'amministrazione ottomana nel 1896 a Dourbali, un sobborgo di Smirne, non ha potuto completare un intero ciclo di studi a causa dei continui trasferimenti della sua famiglia dovuti al lavoro di suo padre nel settore ferroviario.
Ciò nonostante, da autodidatta riuscì ad imparare a suonare numerosi strumenti musicali, in particolare mandolino, violino, chitarra.
Attorno al 1910, contribuì alla formazione di un gruppo musicale denominato "Ta Politakia" nell'ambito delle attività incoraggiate dalla Smyrneiki Estudiantina, prestigiosa scuola musicale di Smirne, suonando al fianco di altri affermati musicisti dell'Asia Minore tra i quali
Giannīs Dragatsīs, Spyros Peristeris, Panagiotis Toundas.
Riuscito con qualche espediente a sottrarsi alla coscrizione obbligatoria nell'esercito ottomano durante la prima guerra mondiale, nel 1919 Vangelis Papazoglou venne comunque arruolato nell'esercito greco in occasione della guerra greco-turca dove ha partecipato alla disastrosa avanzata verso Ankara, conclusasi infine nel 1922 con la fuga da Smirne e con l'eccidio dei civili greci da parte dell'esercito nazionalista turco.
Arrivato nella Grecia continentale, trovò impiego come orchestrale in uno dei tanti locali del Pireo frequentati da profughi micrasiatici dove nel 1923 conosce la cantante Angeliki Maronitis, figlia del rinomato insegnante di musica Dimitris Maronitis, anch'egli originario di Smirne, con la quale si sposa nel 1927.
Dal 1933 al 1937 Vangelis Papazoglou compose e interpretò diverse canzoni alcune delle quali vengono incise e pubblicate su disco ed è a questo periodo che risale la composizione della canzone Pente hronia dikasmenos (Recluso per cinque anni), poi divenuta un classico della scuola smyrneika e considerata ora immancabile nel repertorio dei moderni interpreti del genere rebetiko.
Ostacolato dalla forte censura del regime dittatoriale di Metaxas che mise al bando la musica rebetika perché considerata troppo affine alla cultura ottomana, anche Papazoglou interruppe nel 1937 la sua partecipazione a spettacoli musicali pubblici esibendosi solo in occasioni private, pur continuando a comporre proprie canzoni per altri interpreti nella sua casa di Kokkinià, località amministrativamente confluita nell'ex comune di Nikaia vicino al Pireo.
Per le privazioni sofferte nella seconda guerra mondiale Vangelis Papazoglou si ammalò seriamente e morì nel 1943 durante l'occupazione tedesca a cui si è sempre opposto.
A suo nome è stata rinominata la via dove è situata la casa in cui viveva a Kokkinià.